# 今日からヒットマン
『今日からヒットマン』（きょうからヒットマン）は、むとうひろしによる日本のアクション漫画作品。『週刊漫画ゴラク』（日本文芸社）にて、2005年から2015年にかけて連載された。単行本は全31巻。
3度にわたって別スタッフ、キャストにより実写化されており、2009年には横井健司監督、武田真治主演で実写映画化、2014年には、岩本仁志監督、要潤主演でウェブドラマ化され、2023年10月からは相葉雅紀主演でテレビ朝日系列でテレビドラマ化された。

## 概要
日本文芸社の青年漫画雑誌『週刊漫画ゴラク』にて2005年7月より連載を開始、2015年6月12日号（同年5月29日発売）で完結。単行本はニチブンコミックスより全31巻。累計発行部数は2014年9月時点で300万部。
単行本第1巻の後書き漫画「『今日からヒットマン』製作日記」によれば、同誌編集者との居酒屋での雑談から3回分の短期集中連載が急遽決まったとのこと。第1話は完成したもののアシスタント不在で残り2回分の掲載が危ぶまれたが、急造のアシスタント育成で乗り切り、連載化を実現したとのことである。
各話の最終ページ最終コマに入っている「俺の名前は稲葉十吉。○○○な34歳のヒットマンである。」など自己紹介風のモノローグが特徴。モノローグの内容は毎回パターンが変わっており、基本的には主人公の稲葉十吉による物だが、ちなつ・丸メガネ・キンパツなどのレギュラー陣によるモノローグとなる場合もある。
殺し屋が主役であるので基本的にアクション、バイオレンスシーンが多く見られるが、お色気要素も多く含まれた作品である。

## あらすじ
食品会社に勤務する平凡なサラリーマンの稲葉十吉は、営業先から帰宅する運転中に「二丁」のコードネームを持つ凄腕のヒットマン（殺し屋）と遭遇する。刺客の襲撃を受けたことで瀕死の重傷を負っていた二丁は、十吉の目の前で自身が仕事を請け負う犯罪組織『コンビニ』に連絡し「ターゲットが死亡せず、自分の女が助からなかったら稲葉十吉とその家族を皆殺しに。ターゲットが死亡し、自分の女が助かったら全財産を稲葉十吉に渡す」と依頼して死亡する。十吉は最愛の妻・美沙子と自身の生活を守るために何が何でもターゲットを殺害し、二丁の恋人・ちなつを救出しなければならない破目になってしまう。十吉のサラリーマンとヒットマンの二重生活の幕が開けた瞬間だった。

## 登場人物

### コンビニ（コンビニエンスストア）
稲葉 十吉（いなば とうきち） / 二丁
本作の主人公。愛称は「トーキチ」。初登場時34歳で、物語中に35歳の誕生日を迎えた。
食品株式会社「イージーフード」の営業主任を務めるそこそこ成績の良いサラリーマンだったが、営業相手の接待から帰宅する途中に初代二丁の銃撃現場に偶然居合わせてしまう。マネージャーの裏切りで仕向けられた刺客の襲撃を受け、瀕死の重傷を負った初代二丁の策略で犯罪組織「コンビニ」のヒットマン「二丁」として裏社会に関わることになり、自身の意思とは裏腹に営業マンとして培った経験や本人の努力と強運、そして自身が救ったちなつのサポートも重なって結果的に二丁の名に相応しい活躍をする。性格は基本的に常識人で善悪に関わらず困っている人間を見ると放って置くことが出来ないお人好しだが、女性（特にちなつ）には非常に弱い一面があり、美沙子には常に浮気を心配されている。また一般人故に相手の命を簡単に奪うことを良しとせず、その性格に救われた人間も多く存在しており、丸メガネや加藤に「裏社会の人間としては貴重な特性を持つ存在」と評価されている。普段はスーツにネクタイというサラリーマンスタイルだが、二丁の姿で行動する時は革ジャンにサングラス、オールバックの髪型というスタイル（十吉との遭遇時に初代二丁がしていたスタイル）で、ちなつのコーディネートで作中に何度かマイナーチェンジしている。初代と違って股間は粗末な上に仮性包茎で自身曰く「エアガンにも満たない代物」であり、身長も初代に比べるとかなり低い。また顔立ちはそれなりに整っているが地味であり、裏社会の人間達には「おとなしそうな顔」や「童顔」などと言われたこともある。
戦闘力に関しては元々一般人であるため、体力も並で銃の扱いも素人レベルであったが、追い込まれるほど機転と実力を発揮する（集中力が極限状態に達した時の実力はちなつにして「初代二丁が乗り移ったかの様」と評されるほどで、十吉本人も初代二丁が乗り移った感覚を何度か経験している）タイプで、本人の努力（早朝に起きてこっそり銃の特訓や筋トレを行うなどしている）も重なってヒットマンとして著しい成長を見せており、プロのヒットマンを含めて数多くの強敵を倒している。また右手を負傷した状態で行ったニセ二丁との戦闘をきっかけに左手での射撃能力に目覚めたことで二丁拳銃での戦い方を身に付けた他、コンビニと黒い羽根との抗争時をきっかけに知り合ったサカヤの師匠の指導により射撃能力を向上させ、スナイパーライフルを使用した遠距離狙撃も習得し、初代二丁の伝説も重なって「コンビニ習志野支店最強のヒットマン」として裏社会にも名が知れ渡る。その一方で初代二丁と同様に「女や悪人以外の人間を傷つけることが出来ない」という弱点を持っており、実際に女性暗殺者のまりとの戦闘では本気で戦えずに窮地に陥ったこともある。また前述の「相手の命を簡単に奪わない」部分も弱点になる時があり、加藤やピアスにも「（裏社会で生きる人間としては）甘い」と指摘されている。メインの武器は初代二丁もメインアームとして使用していたコルト・ガバメント。またサイドアームはグロック17やデリンジャーを使用している。
最終章である悪鬼との内部抗争では、ちなつが原因で詳細を知らないままレンの捕獲に来た加藤やコンビニ店員達を妨害したことでレンの協力者と悪鬼に見なされてしまい、自身やちなつ、美沙子、習志野支店の仲間達の命を守るためにレンが悪鬼から盗み出した機密データを奪回する羽目になる。後にレンが機密データを盗み出した真相を知ったことや、かつての戦友であるピアスやスターが駆けつけ、加藤も味方になったことから自身はレンの護衛となり、機密データ解読のサポートに尽力する。仲間達の協力の元、悪鬼の刺客である多くのコンビニ店員やヒットマン達からレンや美沙子を守ることに成功するが、同時にサラリーマンとヒットマンの二重生活に限界を感じてしまう。その後、内部抗争の当事者としてコンビニの幹部会議に出席することになり、「影」の裏切りにより死亡したと思われていた丸メガネ達と再会し、隠し持っていたデリンジャーで悪鬼を殺害する。最終的には将軍の協力で自身の死を偽装して裏社会から足を洗うことに成功し、ちなつにも別れを告げて再び平和な日常に戻った。
ちなつ
本作のヒロイン。北海道出身で初登場時22歳（後に23歳）。初代二丁の恋人で十吉を裏の道に引き込んだ張本人。十吉のパートナー（マネージャー）としてコンビニとの連絡を取り、バックアップしていく。
性格は所謂ツンデレで浪費家。十吉と出会った当初は利用している部分が強く、弱みを握って利用したり、私生活に忍び込んで十吉の携帯に不倫メール、大人の玩具を忍ばせるなどの悪戯をするが、やがて成長して主導権を握る十吉に惹かれていく。自身の貧乳にはコンプレックスがある模様で、キョーコやスミレなど巨乳の女性には敵対心を燃やすことも多い。また性的に興奮しやすく、それに流されてしまうこともしばしばである。銃はハンドバッグに入れても目立たないためデリンジャーを愛用している。戦闘では女性の立場から人質になってしまうこともあるが、逆に機転を利かして敵を倒す場面も多い。また「二丁（十吉）のパートナーとして最高の人物」という点は自他共に認める部分であり、十吉の活躍はちなつの働きが大きいこともある。以前は高層マンションに住んでいたが、スーマーのスナイパーに狙われたことをきっかけに現在は稲葉家の隣の一軒家に住み、十吉のサポートを行う。スピンオフ作品である『ちなつ七変化』では主役を務めており、十吉抜きでミッションに就いている。
悪鬼との内部抗争では詳細を知らないまま元交際相手のレンに協力した結果、十吉や美沙子、習志野支店の仲間達を巻き込んでしまう。またかつては不良集団「RSC（ロード・ステーション・クラブ）」のメンバーであったことが明らかになった。抗争が収まった後は自身の軽率な行動で多くの人間を巻き込んだ自責の念から、幹部会議で死を偽装した十吉を追って自ら命を絶とうとしたが、死を偽装していた十吉に制止され裏社会から足を洗うことを誓った。
二丁（初代）
ちなつの恋人でコンビニ習志野支店（支部）に所属するヒットマン。本名は「カズオ」で、ちなつからは「カズ」と呼ばれていた。マネージャーの裏切りで刺客に襲撃され重傷を負い、偶然出会った十吉にちなつの救出を強引に託して死亡する。ヒットマンとしての階級はA級に留まっていたものの、実力は「影」メンバーにも勝るとも劣らない凄腕であり、かつてはソリコミやマンモスといった猛者達にも勝利するほどだったが、十吉と同様に女や子供、丸腰の相手を殺すのを嫌がる甘い面も持ち合わせていた。革ジャン（遠方を狙う時の土台や一点を連射する時の重りにもなると作中で語っている）とオークリーのサングラスを常に愛用している。名前の由来は巨根であることから二丁のマグナムを持っていると見立てた物で、この逸話は度々十吉を困らせている。ただしいわゆる「二丁拳銃」を扱えない訳ではなく、作中の回想描写で幾度か使用している。銃はシンプルな構造ゆえ動作が確実なコルト・ガバメントを愛用しており、十吉にも同様の理由で引き継がれている。
丸メガネ
コンビニ習志野支店長（支部長）。単行本20巻時点で42歳の自称「ダンディー」で、丸いレンズのサングラスを愛用している。左利き。コンビニでも有数の策略家として知られており、統率力も高い。その一方で大の巨乳好きという一面を持ち、キノコ頭曰く「乳が絡むと人間のランクが2つくらい下がる」とのことでコンビニを裏切って処分されるはずのキョーコに対しても自身の愛人として匿って裏切りを不問に付したこともある。他にも個人的な事情で部下達を総動員するなど公私混同もあるが、キノコ頭を始めとする自身の部下にはそれなりに慕われている。後にヒャッキンと黒い羽根との抗争を治めた功績で千葉本部長代理にまで昇格したが、マダラの妨害もあり再び習志野支店長の座に収まった（一時は支店長補佐まで降格したが、後任の新支店長がスーマーに殺害されたためにすぐ支店長に戻っている）。裏社会の人間ながら銃の扱いは苦手で普段は持ち歩かない。
悪鬼との内部抗争では当事者でこそ無いものの、事実上十吉達の責任者であることからキノコ頭・モミアゲと共に悪鬼に刺客を送り込まれる身となってしまい、ハナオを一連の騒動の責任者に持ち上げることで問題の解決を画策する。既に悪鬼の手が回っていた自身の「影」にハナオ達と共に殺害されそうになるが、説得により自身の死を偽装することに成功。その後、キノコ頭・モミアゲ・ハナオと共に幹部会議に出席して十吉達と再会する。
キノコ頭
習志野支店の店員（構成員）で丸メガネの右腕。自称「犯罪業界一筋15年の強者」。マッシュルームカットの髪型が特徴で、礼儀正しく儀に厚い性格。かつての黒い羽根の一件の頃はバイト（準構成員）でその際に昇格して店員になり、ヒャッキンと黒い羽根との抗争後には丸メガネの後任として習志野支店長代理に昇格したが、マダラの妨害もあって降格（丸メガネが千葉本部長代理から習志野支店長に戻ったため）し、現在は再び店員の座に収まっている。戦闘能力は銃をそれなりに使える程度だが、トク特製の防弾チョッキを常備装着していることもあり、銃撃される危機を幾度も乗り越えている。また営業職の才能がある模様で、止むを得ず十吉になりすまして営業を行った際には取引先から非常に気に入られている。
悪鬼との内部抗争では丸メガネやモミアゲと共に命を狙われる羽目になってしまう。また、彼女の存在が明らかになる。
キンパツ
習志野支店のバイト（準構成員）で十吉のサポーター。25歳。初代二丁の数々の伝説に憧れており、十吉に対して当初は同性愛者と勘違いされる様な態度を取っていた。裏社会の人間としては半人前だが、機転の利く性格で十吉の危機を何度も救っており、サポーターとしては優秀である。また腕っ節も強く、銃よりも格闘戦の方を得意にしている。左腕には猫の刺青があり、このモデルである愛猫の敵討ちが彼がコンビニに関わる様になった理由の1つ。ヒャッキンと黒い羽根との抗争ではコンビニのスパイとして潜入する。十吉からの強い影響で捨て身の賭けに出て捕らえられたコンビニの支店長達の命を助ける活躍をするが、その際に瀕死の重傷を負ってしまい、治療により長期離脱する。
悪鬼との内部抗争時にはコンビニ本部の内務調査班として復帰しており、実弟のレンが機密データを盗み出したことで悪鬼の刺客に人質に捕られてしまうが、再会した十吉達に救われる。その後は十吉達と行動を共にして機密データの解読を行い、幹部会議にも出席する。
加藤（かとう）
コンビニのヒットマンでも最高ランクに位置する「影」メンバーの1人で本部に所属している。長髪にニット帽が特徴の冷静沈着かつ頭脳明晰な強者。カメレオンの一件で行動を共にした際、十吉を「影」には向かないと断定した上で評価する。コンビニ内部でも地位は高く、自身の判断で幹部を処刑することができる権限を持つ他に店員やヒットマンの昇格査定も行っている。ヒットマンとしても難易度の高いミッションに就くが、その際に負傷して十吉が引き継いだこともある。自身の権限を活かして習志野支店を救うこともあり、十吉や丸メガネとは直属の上司と部下とも言える関係である。
悪鬼との内部抗争では悪鬼の命令でレンの捕獲に向かうが、十吉の性格を熟知していることや内心悪鬼を快く思っていないこともあり、十吉達に時間の猶予を与えて自身は美沙子の監視役となる。十吉達と悪鬼の板挟みになり迷いが生じるが、自身の信念に基づき十吉達の味方になることを決意し、十吉の依頼で駆けつけたスターと共に悪鬼の刺客から美沙子を守ることになる。刺客として送り込まれた因縁のある岩窟を迎え撃とうとするが、隙を突かれ天井越しに銃弾を浴びたことで致命傷を負ってしまう。朦朧とする意識の中、かつて岩窟に殺された愛犬の顔を思い浮かべ、スターの協力を得て最後の力を振り絞って岩窟を倒すことに成功するが、自身も相撃ちで顔面に銃弾を浴び死亡する。
モミアゲ
かつてコンビニ離反を失敗した時に作った借金10億を踏み倒すため、再度組織を裏切ろうとした元コンビニ本部の店員。初登場時42歳。以前は「カンウ」と名乗っており、彼からの借金取立ての一件は習志野支店と船橋支店合併による支店長争いの任命条件として行われた。コンビニのヒットマンを密かに買収して同士討ちさせようとするが、十吉の活躍により失敗。しかし命は奪われずに済み、丸メガネにその手腕を買われて経理としてスカウトされ、習志野支店のメンバーになる。離反失敗時にコンビニの幹部である男に右手の指2本を切断されており、銃などは左手で使用する。また髪型と背格好は初代二丁によく似ており、マンモスとの対決の際に陽動のため、二丁の格好をした時は十吉から自分より二丁らしいと言われたほど。
悪鬼との内部抗争では丸メガネやキノコ頭と共に命を狙われる羽目になってしまう。また、彼女の存在が明らかになる。
ハナオ
習志野支店のバイトでキンパツの後任として配属された十吉のサポーター。「ハナオ」の「ハナ」は「鼻」のことで、文字通り毛穴の大きい鼻が特徴。バイトの身分でありながら尊大な態度で空気の読めない性格。その上天然のトラブルメーカーで行く先々で問題を引き起こし、ミッション中にちなつをレイプしようとしたことで十吉に救出を理由に制裁されたこともある。実はコンビニ創設者の1人を祖父に持ち、父親もコンビニの幹部という超エリートで厚遇されており、大した能力も無いのに危険な任務に参加したがるなど、丸メガネやキノコ頭も扱いに手を焼いている。
悪鬼との抗争では丸メガネにその身分を利用され、習志野支店への攻撃を防ぐために今回の一件の主導者に持ち上げられてしまうが、持ち前の狡猾さを利用して丸メガネ達も感心する様な駆け引きを悪鬼と繰り広げる。
マネージャー
初代二丁のマネージャー。初代二丁を裏切り刺客を仕向けた上、二丁の全財産を持ち逃げするが、十吉とちなつに殺された。初代二丁とちなつに内心、鬱憤が溜まっていたらしい。
キョーコ
コンビニと契約している鑑定士。愛称は巨乳であることから「巨乳のキョーコ」。担当した取引の商品を2回続けて男と結託して強奪したが、3回目は十吉とちなつによって阻止される。本来なら裏切り者として処分されるはずだったが、丸メガネが匿い彼女を愛人にしたことでその後もコンビニで鑑定士を続けている。カンウ（モミアゲ）との一件でも再び買収され、男を使って丸メガネを裏切ろうとしたが返り討ちに合い、そのまま関係は修復された。丸メガネに関しては上記の様に裏切ったり、マダラの策略で丸メガネの首に爆弾が仕掛けられた際にもあっさり逃げ出す（後にマダラの「影」が丸メガネを殺害しようとした時には、引き返して涙ながら丸メガネを殺さない様に懇願した）など薄情な部分もあるが、一応真剣に愛している。
悪鬼との内部抗争では丸メガネの関係者として人質に捕られるが、丸メガネが用意したスナイパーにより救出される。
ブキ男
コンビニの特殊武器専門の店員。千葉県一帯を担当し、武器の発売を専門にする。気さくだが、冷徹な一面もある。十吉にもペンやナイフを模造した拳銃や手榴弾などを販売した。
トク
コンビニ特殊効果班（通称「特効」）所属の店員。映画に使われる技術を応用して貫通している様に見える防弾チョッキや威力を抑えた閃光手榴弾などを制作している。腕は確かだが、潜入捜査を行うちなつに「いろいろ仕込む」と称してセクハラ紛いのことを行うなど老人ながらかなりのスケベ。
コンビニに所属する強盗団
情報漏洩から物品が奪われたと虚偽の報告をコンビニに流し、奪った物品を自分達の物にしていた裏切り者の3人組。潜入したちなつを引き入れ高飛びを目論むが、同じく潜入した十吉に倒された。
グレ
木更津支店に所属するヒットマン。マッチョ・ガイ・ウルフ殺害のために呼び寄せられる。ウルフと組んで反乱を起こした店員にも顔を知られており、それなりに名の知れたヒットマンらしいが、キノコ頭曰く「中堅クラス」とのことでウルフの奇襲戦法の前に手も足も出ず、瞬殺される。
クロダイ
木更津支店に所属するヒットマンで、グレとはコンビを組んでいる。マッチョ・ガイ・ウルフ殺害のために呼び寄せられる。グレと同様にウルフと組んで反乱を起こした店員に顔を知られており、それなりに名の知れたヒットマンらしいが、ウルフに瞬殺される。
ダルマ
船橋支店に所属するA級ヒットマン。アゴの命令でカンウの借金取立てミッションに参加するが、カンウに買収されていたスナフキンに殺害される。
ヤマト
船橋支店に所属するA級ヒットマン。ダルマと同様にアゴの命令でカンウの借金取立てミッションに参加するが、カンウに買収されていたスナフキンに殺害される。
ケン
習志野支店の店員。モヒカンに恋人を人質に捕られたことでコンビニを裏切った。銃は射撃大会で優勝経験がある程の腕前で、その実力を活かして十吉を倒そうとするが、銃弾を避けられ敗北。その後、丸メガネの作戦によりモヒカンが人質を解放したことで自身も救われる。「ケン」という名前は恋人が呼んだ名前であり、本名及びコンビニでのコードネームは不明。
ホソメ
コンビニ本部に所属する借金取立て人。コンビニの店員でも悪質な債務者や返済の目処の無い債務者は見せしめ的な意味合いで容赦無く制裁することから「無慈悲のホソメ」の異名を持つ。本部の通達で十吉のコンビニからの多額の借金（主にちなつの散財）を24時間以内に返済するように迫り、強制的に借金返済のための仕事をさせる。仕事中に人質に取られた自分を危険を冒して助けた十吉に、自分が仕事中に偶然得た報酬の一部を十吉の借金にプラスして特別に完済にすると言う形で借りを返す。
ナナフシ
コンビニ所属の窃盗専門家。盗みのスペシャリストだが、老体のために現役は退いている。十吉の仕事に協力するようにホソメに呼び寄せられる。
丸メガネの「影」
習志野支店「影」メンバーの1人。丸メガネが非常事態に用意している隠れ家に住んでいる。丸メガネの作戦で隠れ家に誘導されたマンモスと戦うが、手も足も出ず倒される。相棒のヒットマンも「影」に所属する強者だったが、ヒャッキンと黒い羽根が蘇我支店を襲撃した時にマンモスに殺されている。
アサグロ
コンビニ習志野支店所属のヒットマン。色黒で額には大きな傷がある。29億円（という触れ込み）のダイヤモンドを運ぶミッションに十吉のサポートとしてピアスと共に参加する。礼儀正しく真面目な性格で十吉のサポートに徹するが、自身はゴンズイのメンバーに撃たれて死亡する。
マダラ
元コンビニ千葉本部長。ヒャッキンと黒い羽根との抗争による丸メガネの台頭で本部長の座を追われる。しかし虎視眈々と返り咲きを狙い、自身秘蔵の「影」やヒットマンを利用して習志野支店を混乱に陥れるなど、事実上コンビニを裏切りながら妨害を続けることで丸メガネを千葉本部長候補から引きずり降ろすことに成するが、最終的に加藤とキノコ頭に捕らえられて殺害される。実弟もコンビニ蘇我支店長を務める幹部であるが、ヒャッキンと黒い羽根に襲撃され、マンモスに殺害されている。
爆弾解体屋の老人
丸メガネがマダラの送り込んだ「影」に爆弾を取り付けられた際、解体に呼ばれた初老の禿頭の人物。ストレスから激昂する丸メガネを宥めるなど冷静沈着な性格の持ち主で、コンビニに対する忠誠心も強く、丸メガネの部下が次々と殺害され爆弾のタイムリミットも迫っていく中、最期まで丸メガネを救おうとするなど爆弾解体に全力を尽くすが、ハナオが引き込んだ暗殺者のまりによって射殺される。
十吉の狙撃をサポートしたコンビニ店員達
狙撃の経験者である「カク」、長髪の「ヒミコ」、優男の「ベビー」の3人で習志野支店に所属する。カクとヒミコは敵のスナイパーコンビに殺害されるが、ベビーは最後まで十吉のサポートに尽力する。
ヒゲ面
コンビニの幹部。関東地区の金庫番として金銭を管理している。シェルター型の巨大金庫がある山中の隠れ家に住んでおり、丸メガネの作戦により情報を得たピエロ軍団に襲撃されるが、十吉とスターの活躍により事無きを得る。
将軍
コンビニの幹部を務める老人。正式な役職は不明だが、別組織との抗争時には関東全域を指揮する重鎮で「コンビニの生ける伝説」の異名を持つ。愛用の銃はコルトS.A.Aで、重火器で武装したスイスクラブの特殊部隊3人を瞬殺するなど十吉に「今までの悪党とは次元が違う」と言わしめるほどの技量の持ち主。また十吉の銃の扱い方から一般人であることに気づくなど観察力も非常に鋭い。ピエロ軍団との一件以降十吉と関わることになり、スーマーとの戦争『ザ・決着』では抗争中であったボウズが持つ自身のデータ奪回（＝ボウズの抹殺）のためにウエスタンスタイルに身を包んで参加する。『棒倒し』で棒のポマードをヒットすることに成功した他、自身のライバルである怪人を一騎討ちで倒すなどコンビニチームのリーダーとして相応しい活躍をしてコンビニチームを勝利に導く。
悪鬼との抗争ではコンビニ会長の側近として幹部会議に出席しており、『ザ・決着』の際に単独暴走したボウズから命を救われたことで借りを作っていた十吉への協力を行い、会議中に悪鬼を殺害した十吉を制裁として射殺に見せかけることで死の偽装工作を手伝う。
ピエロ軍団との戦いに召集されたヒットマン達
コンビニ習志野支店に所属する4人のA級ヒットマン。ピエロ軍団へ単独潜入した十吉のサポート（表向きはピエロ軍団と共にコンビニ幹部の襲撃に向かう十吉の阻止）として丸メガネに召集される。ピエロ軍団を尾行するが、クラウンに気づかれた挙句、全員倒される。
『ザ・決着』に参加したコンビニ店員達
習志野地区のナワバリを手に入れるために参加した「スマート」、海外組織の武器屋との独占交渉権を得るために参加した「トサカ」、愛人が寝取られたことを根に持ち、話し合いの最中にスーマー店員に発砲して殺害し『ザ・決着』を引き起こした張本人「エムジ」の3人。エムジはゲーム開始前にトラに挑発されて暴走したことから将軍と怪人に殺害され、その結果ちなつが代理としてメンバーに加わることになる。
レン
ちなつの元交際相手でキンパツの実弟。かつてはちなつと共にRSCのメンバーであった。コンビニ本部の内務調査班に所属しており、ターゲットである悪鬼の機密データが入った金庫を盗み出して逃亡。自身の安全を確保するためにちなつの元に身を寄せ、十吉を利用する。その後は悪鬼の指示で加藤達が駆けつけたことで再び逃亡するが、自身1人の力ではコンビニ本部まで逃げ切れないことを悟り、追いかけて来た十吉達に自身の護衛を要請する。十吉達の尽力で機密データの解読に成功した後は内部抗争の当事者として十吉達と共にコンビニ幹部会議に出席する。
悪鬼
コンビニの幹部。自身の機密データの奪回とそのデータを盗み出したレンとその関係者を粛清するため、十吉達に多くの刺客を送り込む。口調は丁寧だが、ミスを犯した部下を容赦無く殺害するなど裏社会の人間らしく極めて残忍な性格の持ち主。十吉達との抗争の末、レンの調査により海外のマフィアや麻薬カルテルと関係を築き、コンビニでは禁止されている麻薬売買に手を染め、幹部や内務調査班など多くのコンビニの人間を買収していた上に最終的には麻薬による商売を拡大するため、自身の邪魔になるコンビニ幹部の暗殺を謀り、コンビニの分裂まで企んでいたことが判明（悪鬼の一連の行動に関しては悪鬼を操るさらなる大物の黒幕が存在しているが、作中では明らかにされなかった）する。出席した幹部会議ではレンやキンパツの報告から上記の悪事が明らかになり、火薬に尋問を受けたことで反逆を試みるが、デリンジャーを隠し持っていた十吉に殺害される。
ケイ
習志野支店「影」メンバーの1人で、丸メガネとは10年以上の付き合いがあるヒットマン。悪鬼との抗争で隠れ家に逃亡した丸メガネ達の護衛として招集されるが、既に悪鬼の手が回っており、自身の姉を殺害され、恋人も人質になったことで涙ながら丸メガネ達を殺害しようとする。目的を果たした後に悪鬼の待つ場所へ報告に行くが、悪鬼に「今後裏切り者になる可能性がある」と見なされ恋人と共に殺害される。「ケイ」という名前は恋人が呼んだ名前であり、本名及びコンビニでのコードネームは不明。
火薬
コンビニの幹部でハナオの父親。左眼に大きな傷があり、義眼を入れている。悪鬼との抗争で登場。幹部会議に出席し、悪鬼を尋問する。
会長
コンビニのボスを務める老人。作中では3度登場。1度目はデコハチ軍団との抗争によるいざこざの決着をつけるため、丸メガネにスーマーとの共同戦線を提案する。2度目はスーマーのボスと釣りをしながら『ザ・決着』の戦況を見守る。3度目は悪鬼との抗争による幹部会議に出席する。

### 表社会の人間
稲葉 美沙子（いなば みさこ）
十吉の妻。美人で気が強く、新婚ながら早くも十吉を尻に敷いている部分もあるが、パート勤めで家計を助けたり迎えの為に運転免許を取得するなど十吉を支えており、デートやスキンシップも頻繁に行なうなど夫婦仲は良好である。十吉と共に裏社会のトラブルに巻き込まれることが多く、本人の知らぬ間に命を狙われた事もある。十吉がヒットマンをしていることは知らず、ガイコツに襲撃された時には二丁姿の十吉に助けられた経験もあるが、同一人物と気付いていない。またガイコツとの一件以降、ちなつとは顔見知りになる。
悪鬼との抗争では十吉の関係者として悪鬼の刺客から命を狙われる羽目になるが、加藤とスターに守られたことで無事に終わった為、十吉がヒットマンをしていることは最後まで知ることは無かった。
山本（やまもと）
十吉の会社の部下。お調子者でミスが多く、その度に十吉に泣きついてくる十吉の悩みの種の1人。風俗好き。十吉と行動していた際に二丁と間違われて拉致されたことがあり、その際に二丁姿の十吉に助けられているが、同一人物であることは気付いていない。
部長
十吉の会社の上司。仕事中の猥談及び風俗が大好き。自分のミスを十吉に押し付けることがある。「社運のかかった○○だ」が口癖。よく左手でメガネを直す。接待で田原組の関係者が経営するキャッチバーに引っ掛かった際に二丁姿の十吉に助けられた経験もあるが、同一人物であることは気付いていない。

### 裏社会の人間
田原 権三（たわら ごんぞう）
護羅苦連合若頭・田原組組長。仁義に厚く、愛人が人質に獲られた際には自ら人質を買って出るなど男気に溢れた性格。当初は勘違いで十吉のことを自分の命を狙うヒットマンと思っていたが、偶然助けられたことから十吉と懇意になった。その際に十吉には謝礼として現場となった組が経営するキャバクラの無料パスポートをプレゼントしており、度々使用されている。
ピアス
フリーのヒットマン。初登場時28歳。金髪で顔に多くのピアスを付けている。初登場時はスーマーに所属しており、コンビニとデコハチとの間で発生した抗争の和解案として考案されたコンビニとスーマーによる共同戦線にて十吉とコンビを組むが、その裏では自身が過去に世話になったデコハチを倒した十吉に復讐を企んでおり、そのことを十吉に打ち明けた上で決闘を挑もうとする。しかしミッションの最中に互いのパートナー（ちなつ・スミレ）をカラス旅団から守り合い、互いに借りが出来たことや自身の性癖もあり十吉とは休戦状態になる。その後はボウズにスーマーの専属契約を切られてフリーになったため、それ以降はコンビニのミッションに参加することもある。ヒットマンとしての実力は優れており、銃は十吉とほぼ互角の腕前の持ち主。またコンビニ関係者以外で十吉をヒットマンとして評価する数少ない人物で、十吉自身も「根は正直で信用の出来る奴」「（殺しの）パートナーが出来た気分」とピアスを評価しており、コンビを組んだ時には抜群のコンビネーションを見せ、多くの敵を撃破している。趣味はスワッピングで、恋人のスミレと他人の性行為を見ることで興奮する変わった性癖の持ち主。銃はデトニクスを愛用している。
悪鬼との抗争では丸メガネの依頼で十吉のサポートとしてスミレと共に召集され、十吉達と行動する。その際にかつてスミレと共にRSCのメンバーであったことも明らかになった。敵の銃撃を受けたショックで心停止状態になった十吉を荒療治で蘇生させたり、自身も重傷を負いながら十吉と共に多くの刺客を撃退するなど活躍する。
スミレ
ピアスの恋人。少し派手目な巨乳の美人で敵にハニートラップを仕掛け、油断した所を倒すという手段を使用する。ピアス自身はスミレが攻撃対象と性行為に及んでも、その時の様子を問いただして余計興奮する性癖を持つため、この手段に反対したことは無いらしい。ただしピアス以外の男とは避妊具を使用するように厳命されており、使用しない場合は裏切りと見なされる。基本的にはピアス一筋だが、十吉にも興味がある模様で会う度に色仕掛けを行うことから、ちなつには一方的にライバル意識を持たれている。
チャパツ
十吉が護衛に就くことになったブローカーの男。コンビニの取引の商品を持ち逃げしようとして、運び屋の男を殺害した上に十吉を殺してちなつを自分の物にしようとするが、十吉に倒される。
スナッフの撮影隊
マニア向けに拷問やレイプ、人が殺害される映像を撮影していたグループ。以前は初代二丁の撮影にも成功している。アジトに潜入した十吉達を包囲するもちなつに不意打ちで照明を消された上で、暗闇の対策をしていた十吉に全員倒される。
川部 京一（かわべ きょういち）
田原組の元構成員。組の上納金4000万を持ち逃げしており、元恋人でキャバクラ嬢のひとみを拉致して共に高飛びをしようと目論む。偶然ひとみとアフターを過ごしていた十吉に暴行を振るってひとみを拉致するが、後に田原組からの依頼（プラス個人的な恨み）で隠れ家にやって来た十吉に倒される。本来は処刑されるはずだったが、ひとみが庇ったため、十吉に金だけ回収され命は助けられる。
カラス旅団
フリーの犯罪グループである3人組。コンビニとスーマーそれぞれの幹部を殺害することで抗争を激化させようとしていた。幹部殺害後、潜伏先でコンビニとデコハチとの一件の和解案としてコンビを組んで乗り込んだ十吉とピアスに倒される。
カメレオン
元公安で警察時代から私腹を肥やすために悪事を働いていた悪徳刑事。変装・偽装を得意としており、コンビニもその素性は掴めていなかった。カメレオンのアジトに乗り込んだ加藤と十吉との駆け引きの末に十吉の一か八かのハッタリに騙され、正体を現し撃たれて敗れる。
マスク団
フリーの犯罪グループ。十吉を抹殺するため、コンビニと懇意にしている田原組長を誘拐してネット上で公開犯罪イベントを開催した。構成員は8名で、マスクを被った3名以外は若手主体の襲撃メンバーである「フード団」とヒットマンとマネージャーの2人組「スーツ団」になってそれぞれ独自に活動していた。フード団・スーツ団と続いて十吉達を襲撃するが、十吉とキンパツとの戦闘に敗れて脱落。田原組長を捕らえていた残りの3人も十吉とキンパツとの銃撃戦の末に倒される。壊滅後もネット上のイベントは継続されていることから真の黒幕は別にいる模様だが、作中では登場しなかった。
ボンバーズ
爆弾のプロをリーダーとした3人組。自身らが雇った人間には特製の腕時計型爆弾をセットして強制的に仕事をさせることを手口としている。コンビニと抗争しており、支部に仕掛けた爆弾を爆破させて脅迫するが、先の潜入時に重傷を負った加藤に代わって別人のヒットマンに扮して潜入した十吉の前に敗れる。
武器商人の3人組
十吉と取引先の社長らとの交渉現場に突如乗り込んだことから戦う羽目になった男達。メンバーの1人は元ディーラーでロシアンルーレットで相手を騙し討ちする卑怯な交渉術を得意とするが、十吉の強運の前に自滅して敗北。残り2人も十吉とキンパツのコンビネーションの前に敗れる。
X（エックス）
コンビニの支部乗っ取りを企む組織の黒幕と結びついた男。丸メガネの依頼で潜入した十吉達を殺害しようとするが、十吉・ちなつ・キンパツのコンビネーションの前に敗れ、仲間と共に全員捕獲される。なお「X」という名前はコンビニが付けたコードネームで正式名称は不明。「X」本人及び組織の黒幕がどの人物か作中では明らかにされなかった。また「X」の仲間のうち1人はキンパツと旧知で、キンパツの愛猫を殺害した過去がある。
山本を誘拐した集団
臓器売買を専門とする犯罪グループ。自分達の仲間に取り入れるために仕事帰りの十吉を拉致しようとするが、勘違いで十吉と一緒にいた山本を拉致してしまう。その後救出に駆けつけた十吉に対して山本を人質にすることで脅迫するが、抗争中であった他グループの襲撃を受けた挙句、スラッグ弾（散弾）を使用した十吉の作戦の前に降参する。
ハイエナ
裏社会の人間を誘拐し、身代金の要求や臓器売買を行っているグループのリーダー。借金返済のため、コンビニと繋がりの深い政治家のスキャンダル奪回のミッションに強制参加させられた十吉達と戦う。アジトでの戦闘の末にちなつとホソメを人質に捕るが、他のメンバーと共に十吉に敗れる。
ビッグ・ファット・ママ
表向きは占い師だが、占いと称して情報を顧客に提供する情報屋。扱う情報は裏社会のことから食材の在庫まで多種多様である。巨乳でほとんど裸のような格好をしている。初代二丁とも面識があり「二丁ちゃん」と呼ぶ。依頼があれば本当の占いも行う模様で、ヒャッキンと黒い羽根との抗争後にやって来たちなつに対し「あなた（ちなつ）は2番。（十吉は）本命（美沙子）がいる限り、浮気相手（ちなつ）とは絶対本気にはなれない」と占っている。
師匠
銃火器類の商売をしている「サカヤ」の店主。現在は老齢だが、かつてはアメリカの射撃大会で優勝トロフィーを総ナメにした実力の持ち主。普段は店の奥でカスタムの仕事をしており、弟子の男とボディーガードが店頭に立っている。初代二丁もサカヤを度々利用していたことから面識があった。自身が高く評価したマンモスに挑もうとした十吉に個人的に射撃や戦闘の指導をし、その後もスナイパーライフルの扱い方など数々の助言を与えている。
ダイヤを強奪しようとした2人組
丸メガネの千葉本部長への昇格試験であった29億円のダイヤモンドの取引を襲撃した強盗。ダイヤを持って逃亡したハナオを追跡し、ハナオの策略でダイヤを手にした十吉を襲撃するが敗北、コンビニに捕らえられる。ちなみに狙ったダイヤモンドはダミーの安物であり、実際の値段はキョーコ曰く「2万円」程度らしい。
ゴンズイ
大阪を拠点とする犯罪グループのリーダーで29億円（という触れ込み）のダイヤを狙い、丸メガネのアジトを襲撃する。十吉達の機転によってハーフのグループと撃ち合いをさせられた挙句、最終的には丸メガネの部下であるコンビニ店員達の手によって壊滅する。
スイスクラブの店員達
『ザ・決着』を取り仕切った「スイスクラブ」のメンバー。司会の2人組（おかっぱ頭の男と髭を蓄えた男）、実況の2人組「ナナシ」と「ゴンベエ」、その他にも重火器と防弾チョッキで武装した「特殊部隊」や『ザ・決着』のセッティングを行う「黒子」などが存在する。不手際が原因で『ザ・決着』の途中に審判権を剥奪されるが、その後は不明（ボウズ曰くコンビニとスーマーが共同で壊滅させる予定だった模様）。
日文組の組員
十吉が護衛することになった武器商人の男達と不良品の銃を巡って揉めていたヤクザ達と敵対する暴力団の組員。恨みを持つヤクザ達へ復讐するために交渉中に襲撃するが、不良品の銃を使用した十吉に倒されて捕獲される。
RSCのメンバー
かつてちなつやレンが所属していた不良集団「ロード・ステーション・クラブ」のメンバー。悪鬼の刺客から逃亡する際に銃を購入しに来たレンの手がかりを教える見返りとしてちなつの身体を要求するが、そのことで怒りが頂点に達した十吉の猛反撃に見舞われ、全員倒される。生き残ったメンバーは十吉達のことを幹部に報告するが、RSCの元メンバーで十吉のサポートに駆けつけたピアスに全員殺害される。

### 敵対ヒットマン
鷲男（わしお）
コンビニ所属のヒットマン。胸に鷲を模った刺青がある。コンビニの中でも知名度は高く、優秀なヒットマンとして度々名前を挙げられる。追い求めていた弟の仇が初代二丁と知り、初代二丁が死んで2代目の十吉に変わったことを知らないままコンビニに反目。店員24名を殺害して丸メガネを人質に獲り十吉に早撃ち勝負を挑むが、不意討ちの前に敗れる。
G兄弟
元コンビニ所属の2人組ヒットマン。コンビニ時代は初代二丁・鷲男と並んで活躍していた。初代二丁とは面識があり、本名の「カズオ」も知っている。ちなつを拉致して拷問し二丁の所在を吐かせようとしたが、救出に来た十吉に倒される。
ヤクザ
コンビニと小競り合いを起こした暴力団のヒットマン。スキンヘッドの肥満体でよく甘い物を食べている。組織同士のいざこざの解決のため、十吉に分解したコルトの早組み撃ち勝負を挑むが、十吉の機転（最低限の部品を組み上げて撃つ）の前に敗れる。
ハカセ
コンビニの拷問専門の店員。元々はヒットマンで、武器には拷問にも使う長い仕込み針を使用する。コンビニ店員を6人殺害して7億を強奪したグループ排除のミッションに挑んだ十吉のサポートとして参加するが、その裏では金を持ち逃げしようとしていた。グループの人間から金の在り処を聞きだして殺害した後、口封じのために十吉とちなつを抹殺しようとするが失敗、十吉に倒されて捕らえられる。巨乳好きという一面を持つ。
ニセ二丁（ウタマロ）
元コンビニの末端構成員。金髪頭で二丁同様にサングラスをしている。タリアの元恋人でタリアから殺人技術を学んでアメリカから帰国したが、大きな仕事を与えられない現状に満足せず、名を上げるためにスーマーを襲撃した上で責任を十吉に押し付けて殺し、二丁の名を奪おうとした。二丁拳銃が使える上に巨根のため、名実共に二丁に相応しい実力の持ち主で作中2度に渡って十吉と対決する。1度目はスーマーに拉致されていたちなつを人質に捕り十吉を呼び寄せるが、負傷していた右手の包帯の中に隠し持っていた銃で撃たれて敗北。その後、ボウズに救われて（体内には爆弾を仕込まれた）再度勝負を挑むが、左手での射撃能力に目覚めた十吉の前に再び敗北する。タリアからは「ウタマロ」と呼ばれていた。
マッチョ・ガイ・ウルフ
元コンビニ「影」メンバー。胸に狼の刺青を入れた筋肉質な外人の大男で、戦闘時には全裸になる。コンビニ店員の反乱に加担したことから「影」の封印を解かれた。コードネーム通り獣の様な鋭い嗅覚や戦闘能力の持ち主で、銃やナイフを巧みに使用した奇襲攻撃を得意とする。スーマーのA級ヒットマン5人を一方的に倒したり、手にした弾の数だけ人が死ぬと評される程の腕利きだが、偏執的な殺人狂で度々トラブルを起こすため、昇格ではなく追放の形で「影」となった。アジトに潜入した十吉とちなつを追い詰めるが、殺人狂の性格が仇となり、自身の衝動を抑えられずに暴走した所を十吉に倒される。
ソリコミ
元コンビニ習志野支店所属のヒットマン。かつては初代二丁とコンビを組んで仕事をしたこともあったが、6年前のミッション中に初代二丁と目撃者である子供の殺害を巡っていざこざを起こし、左眼を撃たれて敗れる。死亡したと思われていたが、密かに生き延びて海外で活動した後に初代二丁への復讐心から相棒と共に習志野支店を襲撃した。片眼を失った分、他の感覚が異様に研ぎ澄まされ「暗黙知」という超能力にも近い人の気配を察知する能力を身に付けており、以前よりヒットマンとしての実力を格段に上げている。初代二丁が既に死亡したことを知らず、死亡したことも認めずに執拗に二丁とその関係者を狙った末に十吉を追い詰めるが、一瞬で銃を分解する初代二丁の得意技を行った十吉の前に敗れる。なお金で雇われたデータ処理担当の相棒はハッキングに長けた頭脳派で、習志野支店のデータを奪うことに成功するが、銃の扱いは不得意でソリコミが十吉に倒された直後に逃走。間もなくキンパツに捕獲される。
スナフキン
コンビニ船橋支店所属のB級ヒットマン。アゴの命令でカンウの借金取立てミッションに参加するが、その裏ではカンウに買収されていた。仲間のヒットマン達を殺害し、十吉とちなつを罠に嵌めることに成功するが、最終的には十吉に敗れる。
ナズ
アゴがコンビニに秘匿して自分の専属として囲い込んでいるヒットマン。本来は1人で台湾マフィアを壊滅させたと言われる「影」級の手錬。スペツナズ・ナイフを愛用しており、小太りな見掛けに反してアクロバティックな動きをしながら投げナイフを使うのを得意とする。また弾道を予測して弾丸を避けることも出来る。二丁を逆恨みするアゴの命令で十吉達を襲って追い詰めるが、十吉の銃弾が投げナイフに偶然当たり、その跳弾を受けて敗北する。
アパッチ
元コンビニ小岩支店「影」メンバー。長髪のインディアンを思わせる風貌で、戦闘時には全身にウォーペイントの様な化粧を施して半裸になる。自己顕示欲が強く「影」の身分に納得しておらず、富と名声を得るためにコンビニを裏切りアゴと組むが、その性格から単独暴走の形でコンビニと戦った。武器にはグロック18を使用しており、十吉のメインアームであるコルト・ガバメントを「骨董品」と評し戦闘でも圧倒するが、皮肉にも「水中からでも撃てる」というコルト・ガバメントの古さ故のシンプル性や頑丈さを活かした十吉の咄嗟の作戦に敗れる。
ハーフ
フリーのヒットマン。顔に大きな刀傷があり、女言葉で喋る。丸腰の状態からコンビニ店員5人を一瞬で倒すほどの実力者で、ハナオには「影」クラス並みと評された。29億（と言う触れ込み）のダイヤモンドを狙って仲間を連れて十吉達を襲撃し、丸メガネの隠れ家にてコンビニの裏切り者達と共に丸メガネとハナオを人質に獲りコンビニを脅迫するが、十吉とピアスの連携の前に敗れる。
まり
コンビニ所属のA級女性ヒットマン。丸メガネの妨害及びハナオの殺害のためにマダラから送られた。21歳。美人で享楽的な性格。戦闘はナイフによる接近戦を得意としているが、銃も問題無く扱うことが出来る他に合気道も使える。ハナオを狙った際にB級ヒットマン3人を瞬殺した十吉の実力に興味を持ち、ハナオを狙うと共に十吉の命を執拗に狙う。丸メガネが滞在するホテルにて囮として自ら雇ったヒットマンと共に多くのコンビニ店員を殺害し「女に手を出さない（出せない）」という十吉相手にも優位に戦闘を進めるが、自身を殺害するチャンスがあったのにも関わらず殺害しなかった十吉に最終的には敗北を認め、撤退する。
まりが雇ったヒットマンコンビ
丸メガネが滞在するホテルをまりと共に襲撃したコンビニ所属の2人組ヒットマン。1人はショットガンを愛用している。ヒットマンの階級はB級と低いが、戦闘に不慣れなコンビニ店員達を圧倒した。十吉を苦戦させるが、敗れる。
マダラ専属の「影」
コンビニを通さず、マダラに育てられた2人組のヒットマン。1人は眼鏡を掛けた爆弾を得意とする頭脳派で、もう1人は「ヒゲのっぽ」のコードネームを持ち、かつて1人でヤクザの事務所を全滅させたこともある武闘派。丸メガネに特製の時限爆弾を仕掛けて身代金10億を要求するが、十吉を中心とした習志野支店メンバーによる奮戦の前に作戦は失敗。用意した車の中で様子を窺っていた際に居場所を付き止められた挙句、ヒゲのっぽは丸メガネとの格闘の末に駆けつけた十吉に倒され、頭脳派もハナオに捕獲されて丸メガネの爆弾の解除を手伝わされた挙句、モミアゲの用意した10億と共に逃走しようとするが、乗り込んだ車を十吉達に狙撃され爆死する。
ヒカル
RSC所属のヒットマン。スキンヘッドで右顔面に不気味なタトゥーを入れている。ピアスやスミレとは面識があり、ピアスには「面倒な奴」と評されている。悪鬼との抗争時にRSCのメンバーを攻撃した十吉達への刺客として送り込まれる。仲間と共に不意打ちを仕掛け、ピアスを人質に捕った状態でスミレをレイプしようとするが、ピアスの捕縛が杜撰（手を縛っていた紐の結びが適当な上、ピアスの近くに銃を置いたまま）だったことから簡単に脱出され、全員倒される。
岩窟（がんくつ）
コンビニ所属のヒットマン。かつては加藤とコンビを組んでいたが、ミッション中にイザコザを起こしたことで加藤にナイフで顔面を切られてしまい、その時の傷跡が大きく残っている。住宅街の中でもサプレッサー無しでいきなり発砲するなどリスクを考えない危険な性格の持ち主。悪鬼の命令で稲葉家へ送り込まれ、美沙子の護衛に就いた加藤やスターの命を狙う。罠を仕掛けて待機していた加藤に天井越しの射撃で致命傷を負わせるが、最後の力を振り絞った加藤に反撃を受けたことで相撃ちになり倒される。
悪鬼が召集したヒットマン達
コンビニに所属する4人のA級ヒットマン。悪鬼が自身の機密データの奪回及び十吉達の抹殺のために呼び寄せた。十吉達を追跡するが、十吉とピアスに悪鬼の部下であるコンビニ店員達と共に全員倒される。

### スーマー（スーパーマーケット）
ボウズ
犯罪組織「スーマー」の幹部（支部長であることが劇中で語られているが、正確な担当地区は不明）。スキンヘッドで肥満型の狡猾な男で、担当地区の関係なのか丸メガネとは面識がある。自分の下で働く者の身体の中に爆弾や発信機を仕込み、自分の思うがままに働かせることを得意とする。『ザ・決着』では抗争状態にあった将軍と実兄クラウンの仇である十吉・スター抹殺のため、怪人を代理に立てることで参加。スイスクラブに対する買収も行いコンビニチームの妨害を行うが、将軍・十吉の活躍によりスーマーチームは敗れ、頼みの怪人も死亡してしまう。それでも将軍・十吉の抹殺に対する執念を捨てず、最終的には単独暴走の形でスイスクラブの店員に命じ将軍と十吉の命を狙うが十吉に阻まれ、スーマーのボスによる指示で自身の命を持って「ケジメ」をつけることになる。
ジョニー / 三上（みかみ）
スーマーのヒットマン。命中率を度外視した連射が売りで「蜂の巣ジョニー」と呼ばれている。十吉同様に表の顔は「ヨードフーズ」に勤務するサラリーマンで、海外出向の際に射撃の面白さに目覚め、その後はストレス解消のためにヒットマンを始めた。ヒットマンとしての仕事を行う際は黒ずくめの衣装にサングラスを使用しており、本人曰く「なりきるタイプ」らしい。スーマーが掴んでいない十吉の正体を何故か知っており、同じ営業マン兼ヒットマンでライバル会社の十吉を葬ろうと対決を挑み、得意の連射で追い詰めるが、跳弾を利用されて敗れる。なおその後、表社会では「三上は行方不明」という扱いになっている。
ガイコツ
スーマーのヒットマン。スキンヘッドに傷だらけの身体が特徴。どんな大怪我を負っても次の日には何事も無かったかの如く現れて復讐に来るといわれることから「不死のガイコツ」と呼ばれている。薬物を常用しており、即死させない限り動きが止められない。十吉を追い詰めたが、ちなつと丸メガネの増援で倒される。実は双子のヒットマンで、それが不死のトリックの正体だった。兄が倒された後、弟が復讐のため十吉の妻である美沙子を襲ったが、十吉とちなつに阻止され返り討ちに遭う。
デコハチ
スーマーのヒットマンで武装メンバーを束ねるブレーン役。コンビニとスーマーの戦争の先遣隊としコンビニて習志野支店を襲撃した。丸メガネの拉致に成功するが、救出に駆けつけた十吉に敗れる。
カルロ
スーマーの店員。私腹を肥やすため、取引を利用して仲間と共にスーマーを裏切った。コンビニ側のスパイとして潜入した十吉とスーマー側のスパイとして潜入したピアスに敗れる。
スナイパーコンビ
スーマーに所属するスナイパーとスポッター（観測手）の2人組。十吉を誘き寄せるために高層マンションに住むちなつを狙い重傷を負わせるが、サカヤの師匠による指導でスナイパーライフルを使用した十吉との狙撃戦の末に敗れる。
ハゲ
スーマーの店員。コードネーム通り、スキンヘッドで眉毛の無い男。早撃ちが得意で、コンビニとの戦争時に他の店員と共にちなつのマンションの捜索を行い十吉と接触するが、脚を撃たれて敗北する。その後、スーマーを通さず個人的に十吉のデータをピエロ軍団に売るが、金の支払いを拒否したクラウンに殺害される。
木暮 悟（こぐれ さとる） / スター
スーマーと契約しているヒットマンチーム「ピエロ軍団」の特攻隊長を務めるヒットマン。初登場時42歳。十吉以上の実力者であるが、その正体は十吉同様サラリーマン（某広告代理店の営業部長）とピエロ軍団所属のヒットマン「スター」として二重生活を送る不幸な人物。二重生活による激務が原因で妻に逃げられたことから生きる気力を無くしており、スーマーの依頼で襲撃した自身と同じ境遇を持つ十吉に愛犬を託し自身の殺害を要請するも拒まれ、ピエロ軍団から抜けるために協力関係を結ぶことになる。ピエロ軍団の壊滅後、一旦コンビニへの移籍を行うことで裏社会から足を洗おうとするが、コンビニ店員と合流する前にスーマー店員に捕らえられ、同じくピエロ軍団を裏切ったデクと共に暴行を受け自身の命を『ザ・決着』に賭けられることになってしまう。その後コンビニチームが勝利したことでデクと共に無事解放される。
悪鬼との抗争では十吉から美沙子を守る様に頼まれる。自身の平和な日常を再び失うことを恐れるが、十吉への恩を返すために稲葉家に駆けつけ、加藤と共に悪鬼の刺客から美沙子を守ることになる。岩窟達との戦闘で加藤を失うものの、自身は十吉達が到着するまで抵抗を続けて美沙子を無事に守り抜き、その後も幹部会議に出席する十吉に代わって美沙子を護衛するなど最後まで十吉に協力する。
クラウン
スターこと木暮悟が所属するピエロ軍団のボス。冷酷で残虐な性格かつ非常に用心深く、裏切りの素振りを見せると仲間でも容赦無く殺害するため「非道のクラウン」と恐れられている。スーマー幹部のボウズは実弟であり、ボウズの部下をピエロ軍団の補充員として要請するなど協力関係を結んでいるが、本人曰く「強みでもあるが、弱点でもある」ということから周囲には血縁関係を秘密にしている。スターを救うべく補充員として派遣されたスーマーの構成員に扮装し、単身で潜入した十吉とスターに疑いの目を向けつつコンビニ幹部の襲撃に向かうが、十吉とスターの前にピエロ軍団は壊滅、自身もスターに撃たれて倒される。読心術が得意で十吉とスターを終始疑い続けたが、肝心の扮装による十吉の「顔」は自身の老眼が影響して見抜くことが出来なかった。
ピエロ軍団のメンバー
稲葉家襲撃時点での人数はクラウンとスターを除き7人。その内コードネームが判明している者はクラウンの側近「デストロイ」、アクロバティックな動きを得意とする「キャット」、長身の「デク」、名前通り長髪の「チョウハツ」の4人。コンビニ幹部のヒゲ面を襲撃する際にミスを冒したことでクラウンに殺害されたチョウハツとピエロ軍団を裏切ったデクを除いた5人も稲葉家襲撃時とヒゲ面のアジト襲撃時に十吉とスターに倒される。
怪人
スーマーの幹部で将軍のライバルとして恐れられている老人。本名は「清人」で、かつて将軍とはインディアンの居留地で知り合い、共に銃の修行を積んだ過去がある。長年ライバルであった将軍との決着をつけるため、ボウズの代理として『ザ・決着』に参加。スイスクラブの進行権が剥奪された後、将軍との全てのカードを賭けた一対一の早撃ち対決を行うが敗れる。この決着によりコンビニとスーマーは全面戦争に陥りそうになるが、将軍と怪人による最期のやり取りは店員達に感動を与え、全面戦争という最悪な事態は避けられることになった。
サソリ
スーマー所属のS級ヒットマン。モヒカン頭で顔にサソリのタトゥーを入れている。スーマーを裏切ったスターとデクの粛清のため、『ザ・決着』に参加した。利き腕では無い左腕で正確な射撃が出来る程の実力者。『棒倒し』では持ち前の身体能力の高さを活かした奇襲攻撃でスマートとトサカを倒し、十吉にも重傷を負わせたが、自身も十吉に撃たれて敗れる。
『ザ・決着』に参加したスーマー店員達
習志野地区のナワバリを手に入れるために参加した「ポマード」、海外組織の武器屋との独占交渉権を得るために参加した「エテ男」、エムジに殺されたスーマー店員の敵討ちのために参加した「トラ」の3人。
スーマーのボス
『ザ・決着』編に登場。コンビニの会長と共に釣りをしながら戦況を見守った。ボウズが単独暴走を行った際には自らボウズ処刑の命令を下す。

### タリア関連
タリア・リイナ
ラスベガスのマフィア、ジョゼッペ・ファミリーのゴッドファーザーであるジョゼッペ・リイナの姪。巨乳の美人で露出度の高い服を好む。幼い頃から特殊訓練を積んだ殺し屋でもあり「跳馬のタリア」の異名がある。交渉術も得意としているが、交渉された相手はキスマークと青痣だらけになるなど非常に荒っぽい。ファミリーの裏切り者であるカルミネの殺害のために日本へやって来たが、本来の目的はかつて自分が殺し屋として教育したウタマロ（ニセ二丁）を倒した十吉と決闘を行うことであった。カルミネの襲撃から救われた後、十吉に恋心を抱くようになり日本に滞在することになる。日本語は一応話すことが出来るが、ニセ二丁から習ったために男言葉で話すことしか出来ず、その後も「○○してクレサ〜イ」など独特の言い回しをする。惚れっぽい性格で3ヶ月に1度のペースでマイラバー（恋人）が変わり（ブルーノ曰く「ビョーキ（病気）」）男性を見る部分としても股間部分が中心な模様で、十吉のお粗末な股間を見た際にはあっさりとカルロに心変わりしている。グレコとの一件後はアメリカに戻った模様である。
ブルーノ
タリアの付き人。タリアに振り回される毎日を送っており、彼女の惚れっぽい性格も理解している。
カルミネ
日本に逃げ込んだジョゼッペ・ファミリーの裏切り者。銃が苦手なため、それ以外の武器を使う。タリアに罠を仕掛け、手榴弾を用いて殺害しようとするが、十吉に倒される。
カルロ
ファミリーが決めたタリアのフィアンセで、グレコに命を狙われたタリアを守るために日本にやって来た。偶然居合わせた十吉のことをタリアの命を狙うヒットマンと勘違いをして勝負を挑むが、タリアの作戦の前に返り討ちに合い負傷する。タリア自身は当初カルロのことを嫌っていたが、人間とは思えないほどの巨根を持ち、その大きさでタリアのハートを射抜いた。グレコが倒された後はタリアと共にアメリカに戻った模様である。
グレコ
ジョゼッペ・ファミリーと敵対関係にあるトマシーノ・ファミリーの手によって日本に送られてきたヒットマン。「グレコの連絡を受けた相手は必ず死が待っている」という噂を持つ程の腕利きで、大学で心理学を学んでいたことから「教授（プロフェッサー）」の異名を持つ。タリアに罠を仕掛けて殺そうとするが、タリアと行動を共にしていた十吉に倒される。

### ヒャッキン
アゴ
元コンビニ船橋支店長。2つに割れた顎が特徴的な男。麻薬と銃火器類の調達に長けた実力者だが、大事な情報の通達を遅らせた部下を即座に射殺するなど気性が荒く冷酷な人物。習志野支店と船橋支店の統合に伴い支店長の座を賭けたカンウの借金取立てミッションで丸メガネに敗れ、平店員に降格する。その後はコンビニを離脱して新興組織「ヒャッキン」の主要メンバーとなり、習志野支店への復讐を企んでいた。最終的には同じく習志野支店に恨みを持つ黒い羽根と共謀、コンビニの多くの支店を襲撃することで習志野支店を追い込んだが、福耳と共にコンビニに捕獲され、情報を引き出すためにアゴを生かしておくという本部の意向を拒否した丸メガネと加藤によって殺害される。
モヒカン
スーマーの元構成員。人質を取った相手を脅迫して意のままに操るのを得意としており「人形使いのモヒカン」と呼ばれている。習志野支店とアゴの抗争でコンビニ店員の女を人質に取り多くの造反者を出させた。だが過去に怪我の治療時にスーマーに埋め込まれた体内の爆弾の情報と起爆スイッチをボウズによって丸メガネに売られてしまい、止むを得ず女を解放してアゴに射殺される。

### 黒い羽根
福耳（ふくみみ）
国際的な窃盗団である「黒い羽根」の日本支部長。コードネーム通り耳が大きく、坊主頭にソリコミを入れたいかにもなファッションをしている。かつてコンビニ習志野支店に日本進出を阻まれて闇に潜んでいたが、ヒャッキンとの利害関係の一致から再び日本進出に乗り出した。コンビニの襲撃を受けてアゴと共に加藤に捕らえられるが、黒い羽根の撤退を条件に開放された模様である。
マンモス
黒い羽根のヒットマン。イングランド出身で腕に太陽のタトゥーを彫り、象の牙を思わせる奇怪なピアスを鼻の両脇に付けている。主な仕事は、組織の処刑対象者を別組織を巻き込む形でまとめて殺害すること。過去のコンビニと黒い羽根の抗争で初代二丁と戦い、追い詰めるが敗北する。その際に右腕と顔の右側を失う瀕死の重傷を負うが、当時コンビニ船橋支店長として習志野支店の応援と事後処理を担当していたアゴによって密かに救助される。武器はかつてグロック18と鉈を使用していたが、右腕を失った後はショットガンを仕込んだ義手を愛用するようになった他、左腕でも問題なく銃を扱っている。初代二丁に死を覚悟させ、サカヤの師匠からは本物との賛辞を受ける凄腕でコンビニの数多くの支店を壊滅させ、蘇我支店を襲撃した際には5人もの「影」メンバーを1人で倒している。十吉もその実力を初めて目の当たりにした時は恐怖のあまり、完全に戦意喪失した。かつて自身が敗れた二丁に強く執着しており、誘導された丸メガネの隠れ家による戦闘では黒い羽根が劣勢に追い込まれた際に福耳の撤退命令を無視して独断で戦闘を続行するが、習志野支店総員のサポートを受けた十吉と死闘の末に敗れる。初代二丁が既に死亡していたことは最期まで知らなかったが、自身に銃を構える十吉に初代二丁の面影を見ながら止めを刺される。

## 作中に登場する主な武器
主に二丁が使用する銃
- コルト・ガバメント：1巻・第3話「二丁を継ぐもの」で登場。
初代二丁の形見で十吉のメインアーム。十吉はこの銃の設計の古さに失望していたが、アパッチとの対決でこの銃のシンプルな構造による信頼性の高さに救われ、以後この銃を最も高く評価している。稲葉家に保管されている物以外にもちなつが各地に隠して保管している物があるため、最初に使用したもの以外はどれが初代の形見かは不明。また背景キャラにも使用する物が多い。
- デリンジャー：1巻・第4話「最強の刺客」で登場。
32口径弾を使うタイプ。ちなつの使う小型の銃だが、初登場時は十吉が借りて使用した。
2巻・第2話「バストよりベストを尽くせ」では巨乳のキョーコが別のデリンジャーを使用。以降ちなつはキョーコが使っていたタイプのデリンジャーを使うようになる。以前の物は稲葉家の隠し扉の中に確認できることから十吉が所持している模様。
- グロック17：1巻・第5話「仕事も二丁!?」で登場。
2巻・第8話「接待で決闘〔後編〕」にて十吉に渡され、以降十吉はグロックをサイドアームとして使うことになる。
5巻・第4話「インモーラル・バレット〔中編〕」ではウルフに破壊されたが、コルト同様予備があるため、その後も使用している。背景キャラが使用していることが多いのもコルトと同じである。
- ベレッタM84：
初代二丁のサイドアーム。
- トカレフTT-33：1巻・第1話「サラリーマンとヒットマン」で登場。
二丁を輸送中のヤクザが使用。それを奪った二丁も使用。

主に敵の使用する銃
- デザートイーグル：1巻・第4話「最強の刺客」で登場。
鷲男が50AEを使用。また、4巻・第2話「新生"二丁"伝説」ではニセ二丁用にスーマーが用意した銃の中にあったが、彼はこれでスーマーのメンバーを殺した上で「下品な銃」と称した。
- M92F：1巻・7話「ちなつ危機一髪」で登場。
G兄弟の銀、ソリコミが使用。
- PPK：2巻・第2話「バストよりベストを尽くせ」で登場。
- SIG SAUER P228：3巻・第4話「エージェント"丸メガネ"」で登場。
不死のガイコツが使用。
- MP5A5：3巻・第8話「生き残る者[後編]」で登場。
不死のガイコツが使用。
- グロック18C
アパッチやマンモスといった猛者が使用。

## 作中に登場する組織・用語など
コンビニ
「闇のコンビニエンスストア」と呼ばれる24時間営業の犯罪組織。全国に支部があり、支部を支店、支部長を支店長と呼ぶ。主な業務内容は銃・女・殺し・強盗・護衛・死体の処理など多様であるが、麻薬の売買は禁止されている。
そのベールは作中でも暫く謎に包まれていたが「かつて不漁続きだった東北の漁師達が密漁や密輸で生計を立てていたのが始まりで、その後闇の住人として仲間を着実に増やし、イタリアンマフィアの形式を取り入れたことで誕生した」と丸メガネの口からコンビニ創設のルーツが明らかになった。店員とヒットマンの他にもキンパツやハナオの様にバイトと呼ばれる正規ではない店員（準構成員）や武器販売、医者、掃除班、特殊効果班、内務調査班などの存在が作中で確認されている。
所属するヒットマンにも階級があり、「影」「A級」「B級」がある（キノコ頭が発言した「中堅クラス」とはどのクラスを指すかは不明）。このうち最上級に相当する「影」はコードネームも存在も封印され、組織を裏から支援して暗躍する。「影」の指揮権は支店長以上の階級に限られ、店員クラスではその存在を知ることすらできない。
コンビニ習志野支店（支部）
丸メガネを支店長（支部長）とし、十吉やちなつが所属する支部。合併時29人所属。過去に幾多のトラブルがあり、少なくとも34人以上の店員が殺されたことが確認されている。勢力としては比較的弱小の部類に入る支部だが、他支部と同等のノルマ達成をしている。後にカンウ（モミアゲ）の一件で83人の船橋支店を吸収合併することに成功する。本部ビルの内部には射撃場や医療施設、カジノなども存在する。
コンビニのその他の支部
千葉県内には木更津支店、柏支店、船橋支店など幾つかの支部が存在する。また東北地方、神奈川県、茨城県、鹿児島県などにも同様の支部が存在する描写がある。
ナイトシアターハバナ
コンビニ習志野支店の事務所が入っているビル。主に十吉が丸メガネ達と相対する時に使用されることが多い。習志野支店の本部ビルとは地下で繋がっている。
スーマー / スーパーマーケット
コンビニの対抗組織で仕事の内容も似ている。商売敵であるが故にコンビニとは抗争が絶えないが、協定により全面戦争には至っていない。
ヒャッキン
元コンビニ船橋支店長のアゴが、習志野支店との合併後のトップ争いで丸メガネに支店長の座を追われ、その後独自に立ち上げた組織。1人100万円均一で殺しを引き受けることが特徴。
黒い羽根
国際的な窃盗団。作中2度に渡り日本進出を目論むが、コンビニ習志野支店に阻まれた。
サカヤ
銃火器類の専門店。質の良さから裏社会では有名な店であり、初代二丁が使用していた。コンビニと黒い羽根との抗争時には十吉やマンモスも使用している。店の奥には射撃場がある。
ピエロ軍団
スーマーと契約しているヒットマンチームで、メンバーはそれぞれ顔にペイントを施している。全員が屈強なプロというわけでは無いが、ゲリラ戦法を得意としておりスーマーでも「凶悪」とされている。稲葉家襲撃時点のメンバー数は9人。
スイスクラブ（スイスバー）
都内某所の住宅街にある完全非武装が条件のバー。裏社会の組織が会合を行う場合に使用されることが多く『ザ・決着』では進行役を務める。
コンビニvsスーマー『ザ・決着』
今まで幾度と無く小競り合いを繰り返した両組織が様々な問題を解決するため、スイスクラブ立会いの元に行われた戦争。各チーム5名が参加しそれぞれの主張を擁したカードを巡って幾つかの競技で争うことになるが、カードは勝負前にシャッフルされ、誰にどのカードが割り当てられるかは勝敗が決まるまで不明となる。会場は山に近接した廃校が使用されており、スイスクラブの撮影によってコンビニ・スーマーの店員や裏社会の人間達に中継されている。
- 第1種目：ベレッタM92Fの早組み上げ・早撃ち対決 十吉（コンビニチーム）vsエテ男（スーマーチーム）
目隠しした状態で銃を組み立て、先に相手を撃ちノックダウンさせた方が勝利。完成するには途中でスイスクラブの店員に特定のパーツを組み上げて貰わなければならない他、弾も15発全て装弾する必要がある。両者共にスイスクラブ店員に組み上げて貰うパーツの選択に苦心するが、ボウズの策略で目隠しが透けて見える様に細工されたエテ男が先に装弾まで終了する。装弾を終えていない十吉を撃つが、サングラスの防弾部分にヒットしたためノックダウンにはならず、逆にスイスクラブ店員に組み上げて貰うパーツの選択を誤っていたことで組み上げが不完全だったため、1発撃つ毎にスライドストップがかかってしまい、その隙に正確に組み上げていた十吉がちなつのサポートで狙撃に成功。逆転のノックダウンでコンビニチームが勝利した。なおエテ男は十吉が急所を外して撃ったために勝負後も生きていたが、間もなく敗北の制裁及び反則行為の口封じとしてボウズの指示を受けた怪人に殺害された。
- 第2種目：スナイパーライフルによる狙撃対決 十吉・ちなつ組（コンビニチーム）vsポマード・トラ組（スーマーチーム）
廃校前の山中にあるライフルを探し出し、スコープの調整を行い先に相手を狙撃した方が勝利。スナイパーが狙撃台から降りると反則としてスポッターが殺害されるルールがある。両チーム共に遠距離狙撃の経験者が挑み、ライフルを発見してスコープの調整を始めるが、コンビニチームはボウズの策略でスポッター用の距離計に加えて、ライフルに使用されている照準器の調整ネジとスコープが故障するハンディキャップが生じてしまう。ボウズに買収されていたスイスクラブ店員の指示で順調にスコープの調整を進めていくスーマーチームに対し、コンビニチームは十吉の判断でちなつの下着を利用した即席の照準器を作り上げて狙撃を試みる。途中コンビニチームはマズルフラッシュ（弾の発射の際に銃口付近で火薬が燃焼し、閃光が発生する現象）で即席の照準器が燃えるアクシデントが生じたが、ちなつの懸命なサポートもあってコンビニチームが先に狙撃に成功。スーマーチームのスコープを破壊した瞬間に思わずスナイパーのポマードが狙撃台から降りてしまったことでコンビニチームの勝利となり、ルールとしてスーマーチームのスポッターを務めたトラがスイスクラブに殺害された。なお使用されたライフルはかつて十吉とスーマーのスナイパーコンビが対決した際に使った物で、対決時と同様にコンビニチームにはH&K PSG1、スーマーチームはL96A1が用意された。
- 第3種目：棒倒し 両チーム全員参加
最初に両チームのメンバー1名が棒となって特定の教室に固定され、その相手チームの棒となった人間を殺害するか、それ以外のメンバー2人以上を殺害すれば勝利。人数の少ないスーマーチームにはハンディキャップとしてハーネスとロープ、閃光手榴弾の入ったバックパックが渡された。開始直後にサソリが閃光手榴弾による先制攻撃を仕掛け、コンビニチームに混乱が生じた際にスマートが狙撃される。コンビニチームは将軍が棒倒し担当、十吉とトサカが棒のちなつを守り、スーマーチームはサソリが棒倒し担当、怪人が棒のポマードを守る形となった。ちなつがいる教室へ十吉が到着、ボウズに買収されたスイスクラブの店員の指示でコンビニチームの棒の位置を把握していたサソリもほぼ同時に到着して撃ち合いとなり、互いに負傷する。間もなくトサカが十吉達に合流した所でサソリが屋上からハーネスを使用して棒のある教室を襲撃しトサカを殺害するが、サソリ自身も十吉に倒される。その結果「2人殺害された後に攻撃行為を行った」と見なされ、一旦はスーマーチームの反則勝ちが宣告されたが、最初にヒットされたスマートが生存していることを確認した将軍が棒のポマードを狙撃し殺害。一転してコンビニチームの勝利となったが、スーマー側の抗議により勝負無効となった。
- 第4種目：早撃ちによる決闘 将軍（コンビニチーム）vs怪人（スーマーチーム）
スイスクラブの不手際により両陣営の不満が爆発、スイスクラブの進行権が剥奪され、両チームの残り3枚のカードを将軍と怪人による一騎討ちに賭けることになった。その結果、将軍が自身の指を失うも怪人をヒットしてコンビニチームが勝利した。

イージーフード
十吉が勤める食品会社。加工食品の製造販売業で主力商品は「モロコシプリン」「Ohマンゴーパン」など。十吉が二丁の名を継ぐことになった時、初代二丁から教わった殺し屋の心得と社内に張られていた営業の心得が図らずも十吉の命を救うことになる。
ヨードフーズ
イージーフードのライバル企業。スーマーのヒットマン・ジョニーこと三上が勤めていた会社でもある。
田原組
十吉が偶然刺客から守った組長の組織。突発的な事態から守って貰ったなど十吉とは個人的に縁が深く、コンビニに依頼することもある。十吉は田原組が経営するキャバクラのフリーパスをもらった。キャバクラの店名は「GORAKU TIME」。
松風組
主に田原組と敵対する組織。田原組を通じてコンビニに依頼される案件が何回があり、初代二丁がこの組織の魔手にかかるなど何かと因縁が深い。
RSC（ロード・ステーション・クラブ）
「喧嘩をすることが自己の証明」と自負する不良集団で、殺人も平気で行うことからコンビニにも名が知られている。銃や麻薬なども扱っており、かつてはちなつ・ピアス・スミレ・レンといった数多くの登場人物達も所属していた。

## スピンオフ作品 ちなつ七変化
本作の著者であるむとうひろし本人の手により、ちなつを主人公としたスピンオフマンガ作品、『ちなつ七変化 ～今日からヒットマン外伝～ 1巻』が日本文芸社より、2010年1月に発売されている。一話完結の形式で、内容はちなつが「コンビニ」からの依頼に応じコスプレし敵陣営に潜入、トラブルを解決すると言うもの。アクション作品であると同時に、ちなつは毎回裸に剥かれ、性器の描写もあると言うお色気作品でもある。ただし1巻の時点ではいわゆる本番行為は行われていない。

## 映画
2009年9月26日公開。

### キャスト（映画）
- 稲葉十吉 / 二代目“二丁”：武田真治
- 稲葉美沙子：星野真里
- ちなつ：森下悠里
- 山羊沼：弓削智久
- 田中：遠藤要
- 鈴木：市瀬秀和
- 鷲男・鷹男：深水元基
- 山本学：山本浩司
- 神尾：前田健
- 遠藤周一：小宮孝泰
- ハゲ坊主：佐藤二朗
- 猫田：阿部薫
- 野鼠：篠田光亮
- キノコ頭：川岡大次郎
- 二丁：黄川田将也
- 丸メガネ：津田寛治

### スタッフ（映画）
- 監督：横井健司
- 脚本：イケタニマサオ、我妻正義
- 企画製作：石井徹
- プロデューサー：瀬戸恒雄、前田茂司
- キャスティングプロデューサー：伊東雅子
- ラインプロデューサー：小松俊喜
- 音楽：遠藤浩二
- 撮影監督：下元哲
- 撮影：齋藤和弘
- 美術：山本直輝
- 録音：永口靖
- 整音：吉田憲義
- 編集：難波智佳子
- 音響効果：渋谷圭介
- 助監督：明山智
- 制作担当：善田真也
- テーマ曲：「THE HITMAN」（作曲・編曲・演奏：武田真治）[3]
- 協力：日本文芸社
- 企画・製作協力：楽映舎 「今日からヒットマン」フィルムパートナーズ（東映ビデオ、キングレコード）

## ウェブドラマ
2014年10月1日よりdビデオ powered by BeeTVで配信。

### キャスト（ウェブドラマ）
- 稲葉十吉 / 二代目二丁：要潤[4]
- 稲葉美沙子：菜々緒[4]
- ちなつ：山本美月[4]
- 初代二丁：尚玄

### スタッフ（ウェブドラマ）
- 監督：岩本仁志
- 脚本：松橋真三
- 音楽：池頼広
- 主題歌：EDGE of LIFE「It's My Life」（avex trax）[4]
- 脚本協力：むとうひろし[8]
- VFXスーパーバイザー：小坂一順
- アクションスーパーバイザー：柿添清（シャドウスタントプロダクション）
  - アクション：岡本良史、山本諭
- 操演：テイクワン
- 技術協力：IMAGICA
- 音響効果：メディアハウスサウンドデザイン
- 編成：松井純子
- 宣伝：小熊隆弘、増田達哉
- サイト編集：森下昇太
- 企画：柳崎芳夫
- プロデューサー：龍貴大、松橋真三
- 協力：日本文芸社
- 制作協力：日テレアックスオン
- 制作プロダクション：プラスディー
- 制作著作：BeeTV

## ムービーコミック
2014年9月20日より、ウェブドラマ配信に先立って、漫画に音声や特殊効果を加えたムービーコミックがBeeマンガにて配信された。

### キャスト（ムービーコミック）
- 稲葉十吉 / 二代目“二丁”：松原大典[8]
- 稲葉美沙子：安野希世乃[8]
- ちなつ：丸井瞳[8]
- 二丁：神島正和[8]

### スタッフ（ムービーコミック）
- 企画：柳崎芳夫
- プロデューサー：龍貴大、丸山博一、永島佑太郎
- 協力：日本文芸社
- 編成：佐藤修弘
- 宣伝：小熊隆弘、増田達哉
- サイト編集：森下昇太
- 主題歌：EDGE of LIFE「It's My Life」
- 制作：株式会社零
- 製作：BeeTV

## テレビドラマ
2023年10月27日から12月15日まで、テレビ朝日系「金曜ナイトドラマ」枠で放送された。主演は相葉雅紀。同枠で主演を務めるのは2021年10月期の「和田家の男たち」以来2年ぶりとなり、今作で5作目の同枠での主演となる。

### キャスト（テレビドラマ）

#### 主要人物
稲葉十吉（いなば とうきち）
演 - 相葉雅紀
本作の主人公であり食品メーカー「イージーフード」の社員。家族思いで妻に頭の上がらない所がある、平凡なサラリーマン。帰宅途中に偶然出会った二丁と呼ばれる凄腕ヒットマンから自分の標的を殺して自分の女(ちなつ)を助けろと命令され、助からなかったときは、十吉と十吉の家族を皆殺しにすると言われ、サラリーマンとヒットマンの二刀流の生活を送ることになる。営業マンという事もあり、人当たりが良くトークの技術が高い事から殺しの際に営業で培った人心掌握術や話術を利用する事も多い。第2話以降は殺しの仕事を行う際には初代二丁が使用していた衣装を着用して殺しを行う。
ちなつ
演 - 山本舞香
伝説の殺し屋・二丁の恋人で、十吉の相棒となる女性。第1話で敵組織に捕まったが、二丁から頼まれた十吉により救出される。

#### 稲葉家
稲葉美沙子（いなば みさこ）
演 - 本仮屋ユイカ
十吉の妻。人知れずヒットマンとして生きる行動を徐々に怪しむ。
稲葉百太（いなば ももた）
演 - 木村優来
十吉の一人息子。5歳。

#### コンビニ 習志野支部→千葉統合本部
24時間営業の闇の組織の支部。
二丁（にちょう）
演 - 滝藤賢一
伝説の殺し屋。恋人のちなつが敵組織に捕まり、彼女を救出に向かう途中で重傷を負ってしまい、偶然出会った十吉に、ちなつの救出と二代目二丁として殺し屋になって欲しいと頼んだ末に絶命した。ちなつから「カズ」と呼ばれている場面がある。
丸メガネ（まるメガネ）
演 - 筧利夫
習志野支部長→千葉統合部長。ずる賢い性格で、自分の保身ばかりを考えるが、どこか憎めない男。コードネームの通り、丸い形のサングラスを常にかけているのが特徴。
キノコ頭（キノコあたま）
演 - 本多力
エージェント。丸メガネの部下で、常に彼と行動をともにする。
キンパツ
演 - 駒木根葵汰（第6話 - ）
アルバイト。二丁に弟子入り志願する。

#### イージーフード
山本照久（やまもと てるひさ）
演 - 深澤辰哉
社員。十吉の部下。軽い性格で、彼女がいるにもかかわらず合コンに参加するほか、仕事でもいい加減な所があり、頻繁にミスを起こして十吉を困らせている。
遠藤保（えんどう たもつ）
演 - 勝村政信
部長。十吉の上司。独身。

#### その他
カトウ
演 - 矢作マサル（第3話 - ）
丸メガネからの紹介で十吉を強盗団に紹介した人物。十吉には情報、斡旋、潜入が専門で殺しはやらないと説明したが、実は「影」と呼ばれるコンビニ本部直属の超エリートヒットマン。
将軍
演 - 小沢仁志（第3話 - ）
コンビニ総本部の本部長。
アゴ
演 - 岩永ひひお（第3話 - ）
コンビニ船橋支部支部長。丸メガネと組織内での出世を争うライバルだったが、十吉にコンビニを追われると、ライバル組織「100均」を創設して復讐を誓う。

#### ゲスト

##### 第1話
黒川徹二
演 - 殺陣剛太
志崎組のヤクザ。ご法度のシャブを扱っていることでコンビニに暗殺が依頼された。
鷲男
演 - 金児憲史（第2話）
コンビニ所属のヒットマンだが、弟の鷹男が初代二丁に殺されたことで仇を討とうとしている。
鷹男
演 - バッドナイス常田（第2話）
鷲男の弟。シャブのバイヤー。初代二丁に射殺された。
黒川の手下
演 - 島津健太郎、清水一哉
交通整理員を装って二丁を襲った。
演 - 横山涼（松井）、みずと良（キース）、大槻ヒロユキ（ペロ）
ちなつと十吉を監禁していたぶる。
勝浦秀樹
演 - 山崎潤
「イージーフード」の取引先「サンサンマート」の社長。後輩の山本が社長の名前を「猪俣」と間違えて激怒されたことから、十吉が尻ぬぐいで謝罪に赴く。
職員
演 - 町田大和
コンビニ習志野支部職員。鷲男に射殺される。
早川ランボー、わさびちゃん
演 - 早川ランボー（第3話・第4話）、わさびちゃん（TABIBANANA）（第3話・第4話）
動画チャンネル「早川ランボーの銃チューブ」でガバメントの使い方を解説する配信者。

##### 第2話
男たち
演 - ヨネヤマサトシ、屋良学
負傷した鷲男を「コンビニ」治療施設より逃がす。

##### 第3話
サル / カメレオン
演 - 清水伸
元悪徳公安刑事。闇バイト等で集めた強盗団を組織し、収奪を繰り返すが、その経験と幅広い情報を駆使して尻尾を掴ませないためカメレオンと呼ばれた。
イヌ
演 - 阿部亮平
カメレオンによって強盗団にスカウトされた男。
キジ
演 - レイニ
カメレオンによってスカウトされた男。実はコンビニ船橋支部より送り込まれたヒットマンだった。
猪瀬牛次
演 - 成松修
元暴力団組員。名を上げようヒットマンの二丁を狙うも返り討ちにあう。
強盗団
演 - 片山幸人、中太佑、敬太
カメレオンによって集められた強盗団。宝石店への強盗が成功した後、全員カメレオンに殺された。

##### 第4話
スナフキン
演 - 栗原類（第5話）
すご腕のヒットマン。カンウから金を回収するミッションが船橋支部より与えられる。
カンウ
演 - 飯田基祐（第5話）
かつてコンビニのカネを横領し、将軍から軟禁状態にされて5年で50億を稼ぐことを命令された男。そのカネを船橋支部より先に回収するミッションが十吉に与えられる。
男
演 - 浜田学、うえきやサトシ、脇知弘
コンビニ船橋支部のメンバー。ちなつと山本を拉致して二丁の情報を聞き出そうとするも、救出に来た二丁に阻まれる。後に3人ともアゴとスナフキンに射殺された。
小島よしお
演 - 小島よしお
ユーチューバー。「おっぱっぴー軒 よしおの味噌ラーメン」が大人気。
三田園薫
演 - 松岡昌宏（特別出演）
十吉がサムネイルに釣られてクリックした動画で「マンネリを打破するキャラ弁の作り方!」をレクチャーしていた。
男性
演 - 鈴木秀人
人気商品「おっぱっぴー軒 よしおの味噌ラーメン」を路肩で販売する男性。

##### 第5話
ナズ
演 - 河内大和（第6話）
組織を裏切った「影」と呼ばれる超エリートヒットマン。達人級のナイフの使い手。弾道を予測し弾丸を避けるという特技も持つ。
リンコ
演 - 雪平莉左
「イージーフード」新商品の「ミラクルリンゴパイ」のイメージキャラクター。
マネージャー
演 - 水野智則
リンコのマネージャー。
秘書
演 - ハルキ
アゴの秘書。
警察官
演 - 高品雄基、本多正憲
刃物を持った不審者がいるとの通報で市川のアモールに駆け付けた。
カンウの手下
演 - 勝呂学、荒井雄一郎
カンウのアジトで二丁たちを待ち受け襲う。

##### 第6話
マンモス
演 - 武蔵（第7話・最終話）
アゴが創設したライバル組織「100均」に雇われた殺し屋。
船島
演 - 井上肇
「イージーフード」の取引先、大手スーパー「フナケーマート」社長。時間に物凄く厳しい。
桜田
演 - 小沼朝生
「イージーフード」専務。
白石
演 - 工藤俊作
和田川組の組長。コンビニ船橋支部と縄張り争いをしていた。
組員
演 - 田代源起、関本柊、江原パジャマ
和田川組 組員。白石組長と共に全員ナズに刺殺された。
ヒットマン
演 - 亀石太夏匡、海老原恒和
ナズ討伐隊のために集められたヒットマンだったが、ナズに返り討ちに遭う。
担当者
演 - 佐藤太三夫
かつての「フナケーマート」の取引相手。約束の時間に遅刻したことで船島社長の怒りを買い、取引を外された。
店員
演 - 串山麻衣
十吉がキンパツと初めて出会ったそば屋の店員。

##### 第7話
ボス
演 - 近江谷太朗
十吉たちが借金の取り立てに訪れた先の男。裏カジノの元ディーラーで、十吉にロシアンルーレット対決を持ちかける。
ボスの手下
演 - 岩戸秀年、片山健人、宇野結也
十吉、キンパツ、ちなつを監禁する。
イーグル、シャーク、パンサー
演 - 山口大地、玉城琉太、齋藤雪弥
「100均」でのアゴの部下。
ダルマ、モミアゲ
演 - 宮下雄也（最終話）、上村勇太（最終話）
「コンビニ」将軍の秘書。
コンビニ職員
演 - 荒井武司、中山博道
アゴが聞いた将軍の虚偽の潜伏先で待ち構えていた職員。アゴとマンモスに一蹴された。

##### 最終話
北沢辰之助
演 - 岩本照（友情出演）
山本照久と「イージーフード」のエレベータで偶然鉢合わせた知り合いのガードマン。
大佐
演 - 木村圭作
「コンビニ」佐野支部長。将軍の弟。「100均」の襲撃を受け、マンモスに射殺される。
ノッポ
演 - 永山竜弥
「100均」職員。アゴの側近。
職員
演 - 酒井貴浩、長島慎治
「100均」職員。
ドラゴンブラザーズ
演 - 鈴木心、伊藤壮佑
「コンビニ」影。佐野支部で「100均」の襲撃を待ち受けていたがマンモスに射殺される。
モコモコ
演 - 坂田翔悟
「コンビニ」影。佐野支部で「100均」の襲撃を待ち受けていたがマンモスに射殺される。

### スタッフ（テレビドラマ）
- 原作 - むとうひろし『今日からヒットマン』（日本文芸社）[5]
- 脚本 - オークラ、山浦雅大[5]
- 音楽 - 井筒昭雄[5]
- 主題歌 - King & Prince「MAGIC WORD」（ユニバーサル ミュージック）[75]
- アクション - 富田稔
- ガンアドバイザー - 早川光[注 5]
- 筆文字協力 - 市川智奈津
- 医療監修 - 中澤暁雄
- 監督 - 木村ひさし、中前勇児、片山修[5]、植田尚
- ゼネラルプロデューサー - 大江達樹（テレビ朝日）[5]
- プロデューサー - 残間理央（テレビ朝日）、神通勉（MMJ）[5]
- 制作 - テレビ朝日、MMJ[5]

### 放送日程
| 各話                                                         | 放送日   | サブタイトル                           | 脚本     | 監督       | 視聴率 |
| ------------------------------------------------------------ | -------- | -------------------------------------- | -------- | ---------- | ------ |
| 第1話                                                        | 10月27日 | 家族のために撃てるのか!?               | オークラ | 木村ひさし | 4.6%   |
| 第2話                                                        | 11月03日 | 囚われたゾンビ妻!?殺し屋とベッドイン   | オークラ | 木村ひさし |        |
| 第3話                                                        | 11月10日 | 遊園地に愛人乱入!?秘密の恋に潜入せよ   | オークラ | 中前勇児   |        |
| 第4話                                                        | 11月17日 | デート中に完全誘拐!愛する女の裏切り!?  | 山浦雅大 | 片山修     |        |
| 第5話                                                        | 11月24日 | 守るのは妻か愛人か…50億円を奪還せよ!!  | 山浦雅大 | 中前勇児   |        |
| 第6話                                                        | 12月01日 | 肉体改造計画!空飛ぶ裸男を倒せ―         | オークラ | 片山修     | 3.6%   |
| 第7話                                                        | 12月08日 | 最終章!殺し屋引退…命懸けで家族を救え!! | 山浦雄大 | 植田尚     |        |
| 最終話                                                       | 12月15日 | さらば十吉…涙の完結!愛の為に撃て       | オークラ | 中前勇児   |        |
| （視聴率はビデオリサーチ調べ、関東地区・世帯・リアルタイム） |          |                                        |          |            |        |

### スピンオフドラマ
『今日からラブリーマン』（きょうからラブリーマン）のタイトルで、動画配信サービス「TELASA」にて、本編の第2話放送終了後、11月4日（3日深夜）から配信中。主演は単独初主演となる深澤辰哉。

#### キャスト（スピンオフドラマ）
- 山本照久 - 深澤辰哉[79]
- ちなつ - 山本舞香[79]
- 遠藤保 - 勝村政信[79]
- 雑魚キャラ - 一條恭輔
- キンパツ - 駒木根葵汰

#### スタッフ（スピンオフドラマ）
- 脚本 - 保木本真也[79]
- 監督 - 日比野朗[79]
- 音楽 - 井筒昭雄
- エグゼクティブプロデューサー - 大江達樹（テレビ朝日）
- プロデューサー - 残間理央（テレビ朝日）、平泉季里子（テレビ朝日）、神通勉（MMJ）
- 制作著作 - テレビ朝日、MMJ

#### 配信日程（スピンオフドラマ）
| 各話  | 放送日   |
| ----- | -------- |
| 第1話 | 11月04日 |
| 第2話 | 11月18日 |
| 第3話 | 12月02日 |

| テレビ朝日系 金曜ナイトドラマ              | テレビ朝日系 金曜ナイトドラマ                    | テレビ朝日系 金曜ナイトドラマ                         |
| 前番組                                     | 番組名                                           | 次番組                                                |
| ------------------------------------------ | ------------------------------------------------ | ----------------------------------------------------- |
| 警部補ダイマジン （2023年7月7日 - 9月1日） | 今日からヒットマン （2023年10月27日 - 12月15日） | おっさんずラブ -リターンズ- （2024年1月5日 - 3月1日） |